# Ctenidae
Los cténidos (Ctenidae, gr. ctenos, 'peine') son una familia de arañas araneomorfas. Las especies del género Phoneutria son cazadores nocturnos muy agresivas y venenosas.
Por otra parte, el veneno de otras especies de la familia es muy poco conocido, por lo que todos los cténidos grandes deben ser manejados con precaución.
Los cténidos tienen un surco longitudinal característico en la parte trasera del prosoma.

## Taxonomía
Según Hallan, los cténidos incluyen seis subfamilias y diversos géneros:
Subfamilia Acantheinae
- Acantheis Thorell, 1891
- Africactenus Hyatt, 1954
- Enoploctenus Simon, 1897
- Petaloctenus Jocqué & Steyn, 1997

Subfamilia  Acanthocteninae
- Acanthoctenus Keyserling, 1877
- Nothroctenus Badcock, 1932
- Viracucha Lehtinen, 1967
- Bengalla Gray & Thompson, 2001

Subfamilia  Calocteninae
- Anahita Karsch, 1879
- Apolania Simon, 1898
- Caloctenus Keyserling, 1877
- Diallomus Simon, 1897
- Gephyroctenus Mello-Leitão, 1936
- Trujillina Bryant, 1948

Subfamilia  Cteninae
- Amauropelma Raven, Stumkat & Gray, 2001
- Ancylometes Bertkau, 1880
- Asthenoctenus Simon, 1897
- Celaetycheus Simon, 1897
- Centroctenus Mello-Leitão, 1929
- Ctenus Walckenaer, 1805
- Cupiennius Simon, 1891
- Isoctenus Bertkau, 1880
- Leptoctenus L. Koch, 1878
- Thoriosa Simon, 1910
- Ctenopsis Schmidt, 1956
- Incasoctenus Mello-Leitão, 1942
- Itatiaya Mello-Leitão, 1915
- Montescueia Carcavallo & Martínez, 1961
- † Nanoctenus Wunderlich, 1988 — fósil (ámbar dominicano)
- Paravulsor Mello-Leitão, 1922

Subfamilia  Phoneutriinae
- Phoneutria Perty, 1833
- Phymatoctenus Simon, 1897
- Pseudoctenus Caporiacco, 1949
- Trogloctenus Lessert, 1935
- Tuticanus Simon, 1897

Subfamilia  Viridasiinae
- Viridasius Simon, 1889
- Vulsor Simon, 1889
- Wiedenmeyeria Schenkel, 1953

incertae sedis
- Janusia Gray, 1973
- Mahafalytenus Silva, 2007

Se reconocen las siguientes géneros según WSC:
- Acantheis Thorell, 1891
- Acanthoctenus Keyserling, 1877
- Africactenus Hyatt, 1954
- Afroneutria Polotow & Jocqué, 2015
- Amauropelma Raven, Stumkat & Gray, 2001
- Anahita Karsch, 1879
- Ancylometes Bertkau, 1880
- Apolania Simon, 1898
- Arctenus Polotow & Jocqué, 2015
- Asthenoctenus Simon, 1897
- Bengalla Gray & Thompson, 2001
- Caloctenus Keyserling, 1877
- Celaetycheus Simon, 1897
- Centroctenus Mello-Leitão, 1929
- Chococtenus Dupérré, 2015
- Ciba Bloom et al., 2014
- Ctenus Walckenaer, 1805
- Cupiennius Simon, 1891
- Diallomus Simon, 1897
- Enoploctenus Simon, 1897
- Gephyroctenus Mello-Leitão, 1936
- Incasoctenus Mello-Leitão, 1942
- Isoctenus Bertkau, 1880
- Janusia Gray, 1973
- Leptoctenus L. Koch, 1878
- Mahafalytenus Silva, 2007
- Montescueia Carcavallo & Martínez, 1961
- Nothroctenus Badcock, 1932
- Ohvida Polotow & Brescovit, 2009
- Parabatinga Polotow & Brescovit, 2009
- Petaloctenus Jocqué & Steyn, 1997
- Phoneutria Perty, 1833
- Phymatoctenus Simon, 1897
- Sinoctenus Marusik, Zhang & Omelko, 2012
- Thoriosa Simon, 1910
- Toca Polotow & Brescovit, 2009
- Trogloctenus Lessert, 1935
- Trujillina Bryant, 1948
- Tuticanus Simon, 1897
- Viracucha Lehtinen, 1967
- Wiedenmeyeria Schenkel, 1953